# Tomba dels Askia
La Tomba dels Askia a Gao, a la regió homònima, Mali. Va ser construït a finals del segle xv, és on es creu que descansen les restes del Askia Mohammed I, el primer emperador dels Songhai.Està inscrit a la llista del Patrimoni de la Humanitat de la UNESCO des del 2004, i a la llista en perill des del 2012.